# Шоллум, Роберт
Ро́берт Шо́ллум (нем. Robert Schollum; 22 августа 1913, Вена — 30 сентября 1987, там же) — австрийский композитор, пианист, органист и педагог.

## Биография
Входил в  «Гитлерюгенд», потом — в штурмовые отряды, в 1939—1945 служил в Вермахте.
В 1952—1955 годы — городской музик-директор в Линце. В 1965—1969 и в 1983—1984 годах — президент Австрийского Союза композиторов. Писал преимущественно в неоклассическом стиле. С 1959 — профессор Венской академии музыки и сценического искусства.
Автор музыковедческих трудов.

## Награды
- 1961 — Государственная премия Австрии

## Сочинения
- опера «Ночь превращения» (1952, Линц)
- «Песнь из ночи» (1957) для сопрано, хора и оркестра
- 5 симфоний